# Zębiełek sawannowy
Zębiełek sawannowy (Crocidura fulvastra) – gatunek owadożernego ssaka z rodziny ryjówkowatych (Soricidae). Występuje od środkowej części Mali, poprzez Nigerię, Kenię, Etiopię do Sudanu. Zmumifikowane szczątki znaleziono w Tebach w Egipcie. Zamieszkuje sawanny Sudanu oraz suche tereny Kenii. Nic nie wiadomo na temat ekologii i stanu populacji tego ssaka. W Czerwonej księdze gatunków zagrożonych Międzynarodowej Unii Ochrony Przyrody i Jej Zasobów został zaliczony do kategorii LC (najmniejszej troski). Nie są znane zagrożenia dla tego gatunku.